# Christian Baltzer
Christian Baltzer (født 18. april 1978 i Hørsholm) er en dansk erhvervsleder, der siden februar 2020 har været CEO i Codan Danmark, landets tredjestørste forsikringsselskab. Han var tidligere finansdirektør (Group CFO) i Danske Bank og koncernfinansdirektør (Group CFO) i Tryg. Han blev uddannet aktuar (cand.act) fra Københavns Universitet i 2004.